# قبيية القبلية
قبيية القبلية، عزبة تابعة لقرية شباس الملح، التابعة لمركز دسوق، التابع لمحافظة كفر الشيخ في جمهورية مصر العربية.